# Rocroi
Rocroi – miejscowość i gmina we Francji, w regionie Grand Est, w departamencie Ardeny.
19 maja 1643 r. podczas wojny francusko-hiszpańskiej 1635–1659 r. (wojna trzydziestoletnia) miała tu miejsce bitwa pod Rocroi.
Według danych na rok 1990 gminę zamieszkiwało 2555 osób, a gęstość zaludnienia wynosiła 51 osób/km².

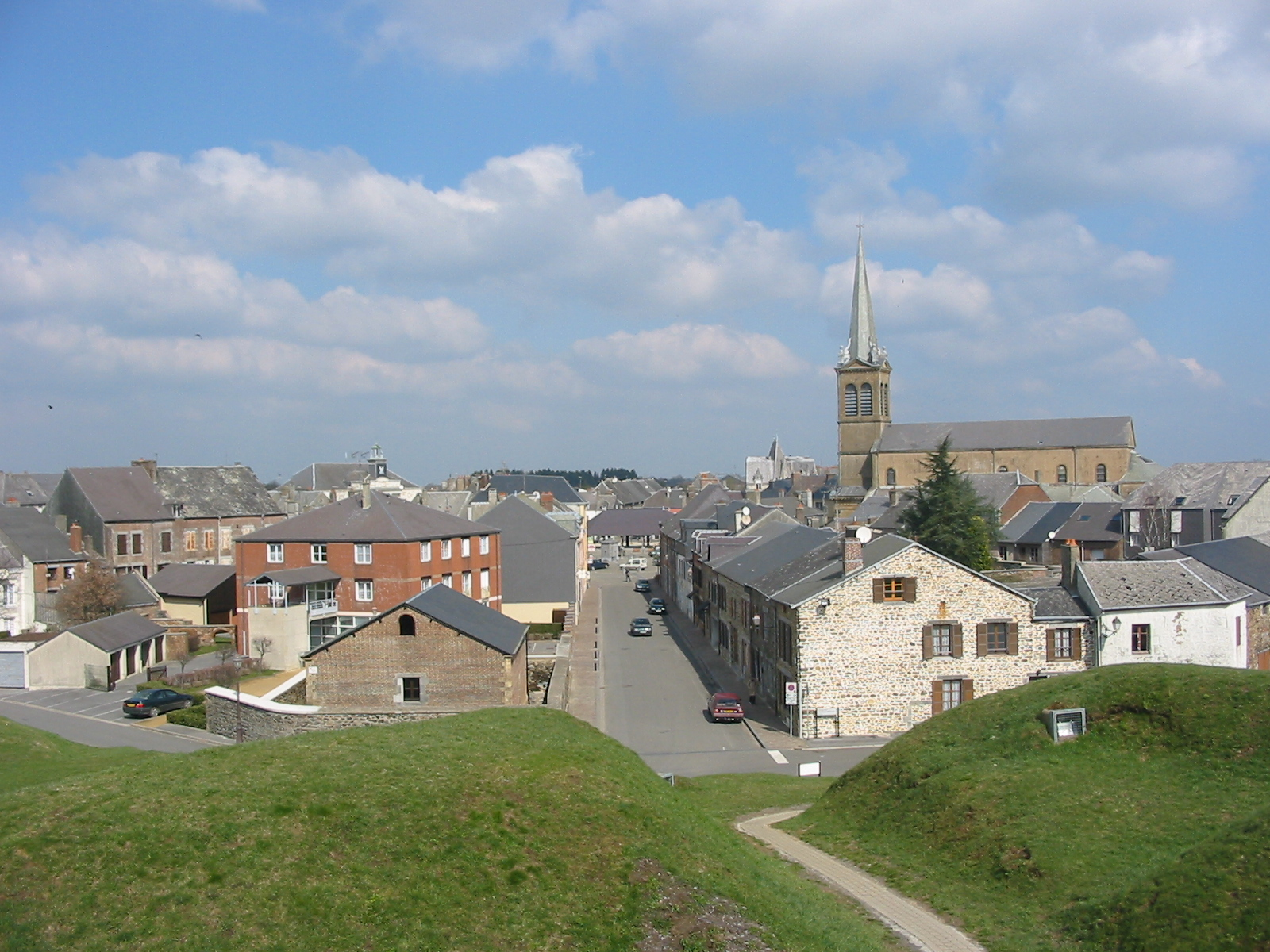
Rocroi, 2002